# Yak-130 (航空機)
Yak-130
2009年のMAKSでのYak-130
- 用途：高等練習機、COIN機
- 製造者：A・S・ヤコヴレフ記念試作設計局
- 運用者：
 ロシア(ロシア航空宇宙軍・ロシア海軍)
 ベラルーシ(ベラルーシ空軍及び防空軍)
- 初飛行：1996年4月26日[1][2]
- 生産数：140機以上[3][4][5]
- 生産開始：2009年以降
- 運用開始：2010年2月19日
- 運用状況：現役
- ユニットコスト：
輸出価格：1,500万USドル[6][7]
国内価格：750万USドル

Yak-130（ロシア語: Як-130）は、1996年4月26日に初飛行を行ったロシアの複座高等ジェット練習機／軽攻撃機である。NATOコードネームは「ミットン（Mitten）」。

## 概要

### 開発

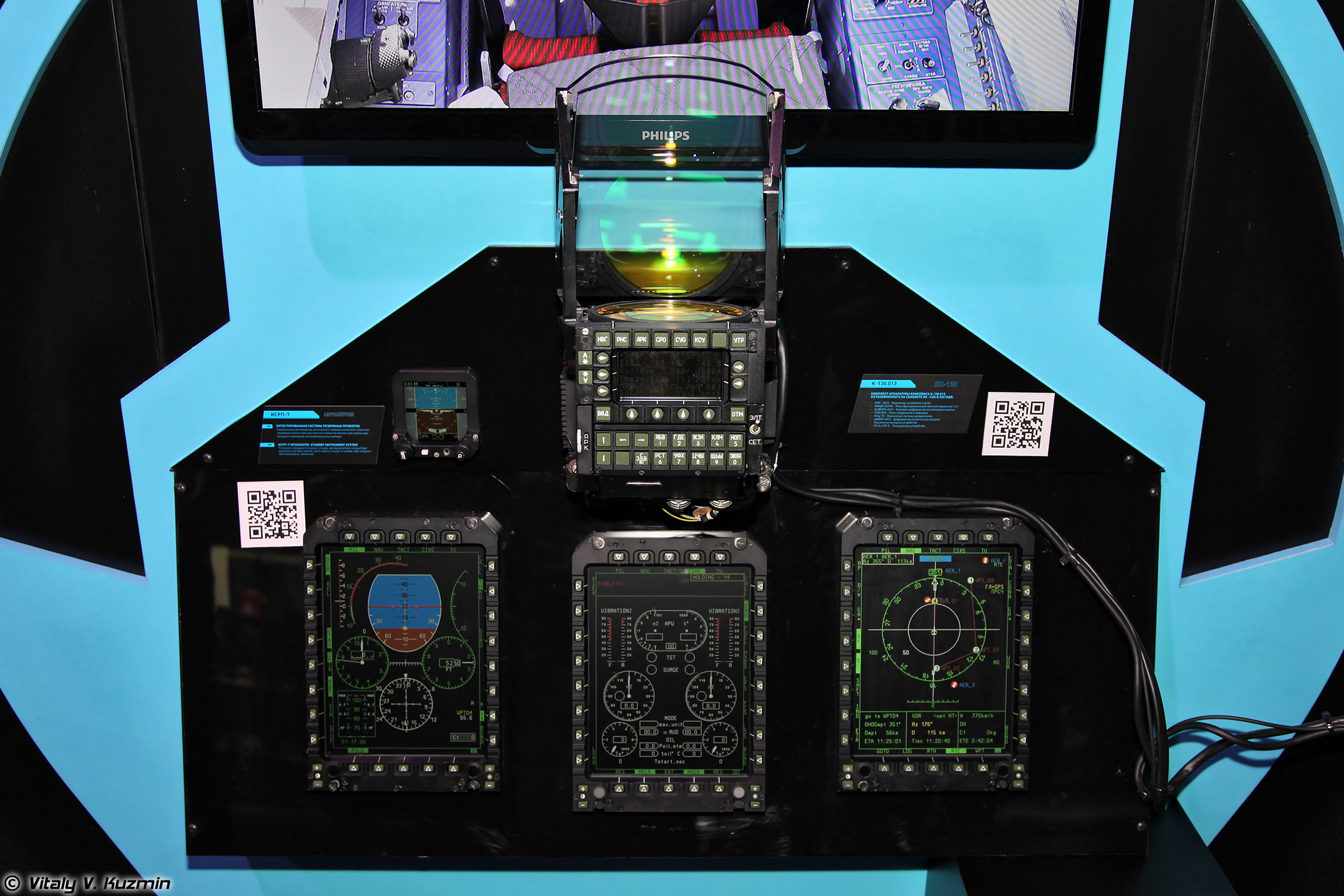
2013年のMAKSで出展されたコクピットのモックアップ

Yak-130は、1980年代に計画されたソ連空軍とソ連海軍航空隊で任務に就いているアエロ L-29とL-39を代替する新しい200機の高等練習機の要求仕様（海軍航空隊用は航空母艦から運用の条件付）に応じて設計された。資金不足や海外輸出を考慮して、計画当初から海外メーカーの提携が模索されており、1987年に同じく新型練習機を求めていたイタリアのアエルマッキ（現アレーニア・アエルマッキ）社との協定締結に成功している。
5つの設計局（OKB）がこの要求仕様に応じて設計を行い、まずスホーイ設計局のS-54案ともう一つの設計局の案が脱落し、次いでミャスィーシチェフ設計局のM-200案も外されて、ヤコブレフ設計局のYak-UTK案（Yak-UTSとも）とミコヤン・グレヴィッチ設計局のMiG-AT案（不評だった初期案を破棄して再提案したもの、MiG-UTSとも）の競争試作となった。
最終的には、亜音速だが直線翼のMiG-ATよりも先進的な設計であったYak-UTKが採用され、Yak-130と命名された。アエルマッキ社版は当初AEM-130と呼称されたが、後にM-346に変更され、設計から販売までほとんど別々に行われるようになった（後述）。
アエルマッキ社との共同開発と同時に、ヤコヴレフはYak-141 VTOL戦闘機の開発でロッキード・マーティン社とも共同事業を行っており、ヤコヴレフは縦方向の安定性を正から多少の負までプログラムできる高亜音速練習機を開発することに決めた。
初期の設計図によると本機はエンジンの吸気口がコックピットの下辺りまで伸びているダッソー ラファールに似た機体であった。1993年 - 1994年にこの設計が変更され吸気口は胴体側面に移され、MiG-29の様に補助吸気口が左右の吸気口の上部に追加された。後部では鋭く絞られた後部胴体にエンジン排気口が包まれている。
地上滑走中のエンジンへの異物吸入を防止するため吸気口に開閉式カバーを備えており、機体背面の補助吸気口と組み合わせて使用する。
キャノピーの所まで前方に長く伸ばされた主翼の付け根の下に2基のエンジンが搭載されている。元々はイーウチェンコAI-25エンジンが選定されていたが、後に2,200 kg（4,850lbs）の推力を発生するクリーモフRD-35M（DV-2S）に変更され、デモンストレーター機に搭載された。最終的に量産型では2,520 kgf（5,552lbf）の推力を発生するAI-2222-25エンジンとなった。AI-222はエンジン制御がFADECで推力のきめ細かい調整が可能であり、機動性に貢献している。機体の一部は金属製だが15,000から25,000時間の使用に耐えられるように複合材が広範囲に使用されている。
前縁で31度の後退角のデルタ翼の主翼には翼端に背の高いウィングレットが付き、全ての動翼は動力操作式である。内部燃料搭載量は2,060 L（454 gal）で、胴体下面に容量700 L（154 gal）の胴体密着型増槽を取り付けることができる。
降着装置は未舗装の滑走路からの運用を考慮したヤコヴレフ特有の低圧タイアを使用するもので、操舵可能な前輪は後方へ、主車輪はエンジン吸気口用ダクトの覆い部に引き込まれる。
大きなキャノピーは横開き式で、大きな前部風防は前方へ傾斜している。与圧式のコックピットの前後席には航法と武器照準用のヘッドアップディスプレイ（HUD）と共に3画面の多機能ディスプレイを備
え、両座席共にゼロ／ゼロ方式のズヴェズダ製のK-36射出座席を装備している。
KSU-130デジタル統合制御システムおよび自己診断装置(BIT：Built-In Test Equipment)を備えており、運用と整備の簡略化を実現している。
誘導ミサイルやガンポッドを含む多様な武器を7箇所の外部ハードポイントに搭載することができる。
将来的にはイーウチェンコ AI-222-25エンジンからサリュート SM-100エンジンへの換装が予定されている。

### テスト

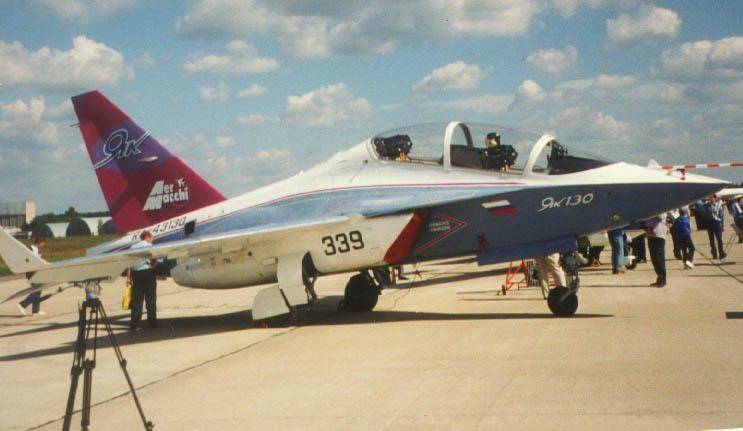
1997年のMAKSでのYak-130

飛行できない試作初号機が1994年11月30日に公開され、ヤコヴレフ製であると発表されたが全ての開発プログラムはイタリアのアエルマッキ社との共同事業であった。この機体は1995年6月に再度パリ航空ショーで展示された。最終的にこの航空機は1996年4月15日にジュコーフスキー)で初飛行を行った。
初飛行後間もなくアエルマッキ社とヤコヴレフは最終設計仕様での合意に至らず、両者の共同事業は終了した。ヤコヴレフが原設計のYak-130の開発を進める一方で、アエルマッキ社は全て西側諸国の部品を使用し、航続距離を犠牲にして多少高速が出せるように改良したM-346を開発した。
1998年にロシア政府はYak-130が競作に勝ち、200機を発注したと発表した。資金不足により開発期間が長引いたために最初の量産仕様機は2004年4月30日に初飛行を行った。

### 特徴
Yak-130は、飛行安全性と戦闘能力の優位性を高めるために4重の冗長性を持たせたフライ・バイ・ワイヤに代表される機構により第4.5世代機の飛行特性を再現できることから飛行訓練生に対して第4、第4.5、第5世代戦闘機の飛行方法を短い時間で習得させることができる。
Yak-130での武器訓練には空対空と空対地ミサイル、爆弾投下、機関砲と機上の自己防御システムの模擬と実地発射が含まれている。教官は機上に居ながらにして「攻撃目標行動」の設定と制御を行うことができる。

## 派生型
Yak/AEM-130D
ヤコブレフ&伊アエルマッキ協同開発によるデモンストレーター。MiG-ATとのフライトオフが最大目的となった原型機でもある。伊社はこれのみで開発から離脱。
Yak-130
複座高等練習機型
Yak-131
軽戦闘機型
Yak-133
発展型の基本型。Su-25の後継機計画(LUS)においてはYak-133の名称で提案されている。
Yak-133IB
戦闘爆撃型
Yak-133PP
電子妨害型
Yak-133R
偵察型
Yak-135
4座VIP輸送機型

## 運用
ロシア
ロシア空軍
2011年12月に55機の契約を結び、2013年12月には22機を追加契約した。2016年4月には新たに30機の契約を結んだ。最終的には200機の配備を望んでいる。
ロシア海軍
2013年12月に最初の5機を導入する契約を結び、最終的に10機を配備する予定。
 ベラルーシ
ベラルーシ空軍及び防空軍が運用中。
 アルジェリア
16機発注、アルジェリア仕様のYak-130では機体のコーションデータやコックピットなどの各種表記が英語になっている。
 バングラデシュ
24機を発注。
 シリア
36機を発注。
 ミャンマー
12機を発注し、2019年12月15日にメイクティラ空軍基地で開催されたミャンマー空軍創設72周年式典で6機の就役式が行われた。
 ベトナム
2020年2月に12機を購入する契約が締結されたと報道された。
 イラン
2023年9月にイラン空軍に編入されたと報じられた。

## 事故
2018年4月12日、クラスノダール飛行訓練学校所属のYak-130がボリソグレプスク付近で墜落した。パイロットは脱出して無事だった。

## 要目 (Yak-130)
出典: www.yak.ru
諸元
- 乗員: 2名
- 全長: 11.49 m （37 ft 8 in）
- 全高: 4.76 m （15 ft 7 in）
- 翼幅: 9.72 m（31 ft 10 in）
- 翼面積: 63.5 m2 （683.5 ft2）
- 翼型: 63.5 m2 (683.5 ft2)
- 空虚重量: 4,600 kg （10,141 lb）
- 運用時重量: 6,350 kg （14,000 lb）
- 最大離陸重量: 10,290 kg （22,685 lb）
- 動力: イーウチェンコ AI-222-25 ターボファン、21.58 kN （4,852 lbf）  × 2

性能
- 最大速度: 1,037 km/h （644 mph）
- 巡航速度: 887 km/h （551 mph）
- 失速速度: 165 km/h （103 mph）
- 航続距離: 2,546 km （1,582 miles）
- 上昇率: 50 m/s （10,000 ft/min）
- 翼面荷重: 276.4 kg/m2 （56.60 lb/sq ft）
- 推力重量比: 0.78

武装
- 9つのハードポイントに分割して合計3,000 kgのロシア製兵器を搭載可能。